# 134092 Lindaleematthias
134092 Lindaleematthias è un asteroide della fascia principale. Scoperto nel 2004, presenta un'orbita caratterizzata da un semiasse maggiore pari a 3,1363832 au e da un'eccentricità di 0,2728241, inclinata di 23,74912° rispetto all'eclittica.
L'asteroide è dedicato alla scienziata statunitense Linda Lee Matthias.